# Pristimantis padrecarlosi
Espèce
Synonymes
- Eleutherodactylus padrecarlosi Mueses-Cisneros, 2006

Statut de conservation UICN

 DD  : Données insuffisantes
Pristimantis padrecarlosi est une espèce d'amphibiens de la famille des Craugastoridae.

## Répartition
Cette espèce est endémique du département de Santander en Colombie. Elle se rencontre dans les municipalités de Floridablanca et de Tona entre 1 500 et 1 950 m d'altitude dans la cordillère Orientale.

## Étymologie
Cette espèce est nommée en l'honneur du père Carlos Fernando Duarte Ribeiro.

## Publication originale
- Mueses-Cisneros, 2006 : A new species of Eleutherodactylus (Amphibia: Anura: Brachycephalidae) from the western flank of the Cordillera Oriental of Colombia. Zootaxa, no 1271, p. 29-35.